# Aphrastura
Az Aphrastura  a madarak (Aves) osztályának verébalakúak (Passeriformes) rendjébe és a fazekasmadár-félék (Tyrannidae) családjába tartozó nem.

## Rendszerezésük
A nemet Harry Church Oberholser amerikai ornitológus írta le 1899-ben, az alábbi 3 faj tartozik ide:
- Juan Fernández-szigeteki tüskefarkú (Aphrastura masafuerae)
- tűzföldi tüskefarkú (Aphrastura spinicauda)
- Diego Ramírez-szigeteki tüskefarkú (Aphrastura subantarctica)[3]

## Előfordulásuk
Dél-Amerika déli részén,  Argentína, Chile és a környező szigetek területén honosak. Természetes élőhelyeik a mérsékelt égövi erdők és gyepek, szubtrópusi száraz bokrosok, valamint másodlagos erdők. Állandó nem vonuló fajok.

## Megjelenésük
Testhosszuk 14-15 centiméter körüli.